# Xérodermie

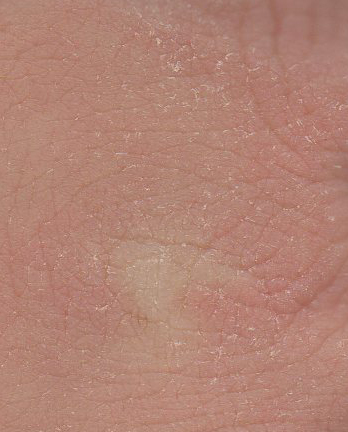
La xérodermie désigne une sécheresse excessive de la peau

Variété d'ichtyose, la xérodermie est un terme médical utilisé en dermatologie, qui décrit une pathologie de la peau se caractérisant par une sécheresse excessive avec desquamation fine et poudreuse.

## Sources
- (en) Ronald P. Rapini, Jean L. Bolognia et Joseph L. Jorizzo, Dermatology: 2-Volume Set, St. Louis, Mosby, 2007 (ISBN 1-4160-2999-0).